# Brookville (Indiana)
Brookville is een plaats (town) in de Amerikaanse staat Indiana, en valt bestuurlijk gezien onder Franklin County.

## Demografie
Bij de volkstelling in 2000 werd het aantal inwoners vastgesteld op 2652.
In 2006 is het aantal inwoners door het United States Census Bureau geschat op 2951, een stijging van 299 (11,3%).

## Geboren in Brookville
- Lew Wallace (1827-1905), schrijver en generaal tijdens de Amerikaanse Burgeroorlog
- Hanna Hilton (1984), pornoactrice

## Geografie
Volgens het United States Census Bureau beslaat de plaats een oppervlakte van
3,5 km², geheel bestaande uit land. Brookville ligt op ongeveer 232 m boven zeeniveau.

## Plaatsen in de nabije omgeving
De onderstaande figuur toont nabijgelegen plaatsen in een straal van 20 km rond Brookville.